# Mesocyclops meridianus
Mesocyclops meridianus är en kräftdjursart som först beskrevs av Andreas Kiefer 1926.  Mesocyclops meridianus ingår i släktet Mesocyclops och familjen Cyclopidae. Inga underarter finns listade i Catalogue of Life.